# María-trilógia
A „María-trilógia” (spanyolul: «Trilogía de las Marías») a Televisa által 1992–1996 között készített három egymást követő mexikói filmsorozat utólagos, összefoglaló címe, amelyek főszereplője az énekes-színésznő Thalía. A telenovellákban – a főszereplő személyén kívül – az a közös, hogy mindhárom főhőse egy hasonló sorsú, María nevű, szegény körülmények között nevelkedő lány, aki a történet végére felemelkedik és megtalálja boldogságát. Mindhárom történet eredeti ötlete Inés Rodenától származik, írójuk Carlos Romero, rendezőjük Beatriz Sheridan volt. A „María-trilógia” megnevezés soha nem volt hivatalos, csupán Thalía színészi karrierjével összefüggésben utalnak rá ebben a formában, aki főként ennek köszönheti nemzetközi hírnevét. A sorozatokat becslések szerint közel egymilliárdan nézték a világon.

## A trilógia részei
- María Mercedes (1992)
- Marimar (1993–1994)
- María la del barrio (1995–1996)

### María Mercedes
A szegény és ártatlan María Mercedesnek egyedül kell ellátnia a családját. Az apja alkoholista, az anyja pedig elhagyta őket, amikor María Mercedes még kislány volt (bár María Mercedes mindig gondol rá). Lottóárusként megtesz mindent, amit kell, hogy étel kerülhessen a család asztalára és tető a fejük felé, akármilyen hálátlanok is. Santiago del Olmo rettentően gazdag, és a város leggazdagabb negyedében van villája. Bár haldoklik, nem tud megbékélni, tudva, hogy kegyetlen és pénzéhes sógornője, Malvina lesz az egyetlen örököse. Egy nap Santiago a kertjében van, amikor észreveszi Mechét. Egy lánykérés, egy esküvő, egy végrendelet és az őrült Malvina bosszúálló terve mindenki életét a feje tetejére állítja a del Olmo házban – különösen Jorge Luisét, Malvina szenvedő fiáét, akibe Meche beleszeret.

### Marimar
Marimar nagyszülei védelmével, és kutyusa, Bolhás társaságában egy szerény kunyhóban élt a tenger partján. Egy nap Sergio, aki a parton sétáltatta a lovát, megismerkedik vele, és a parti szépség felkelti a figyelmét. A családja elleni bosszúként feleségül veszi Marimart, és magával viszi a házába, ahol mindenki, különösen Sergio mostohaanyja rosszul bánik vele. Rablással és házasságtöréssel vádolják, és így elhitetik Sergióval, hogy el kell hagynia Marimart, aki végül elhagyja őt. Gyermeket várva Marimar a fővárosba megy, és véletlenül az apja házába kerül. Ott kiművelik, és később az apja vállalatának igazgatásában segít, amikor apja megbetegszik. Hatalommal és magas társadalmi pozícióval felruházva Marimar megbosszulja az összes megszégyenítést és bántalmazást, amit Sergio családja követett el ellene, és tönkreteszi őket…

### María la del barrio
María egy szerény, szegénységben felnőtt lány. Otthonából hiányoznak a megélhetés szükségletei, ezért guberálnia kell a város szeméttelepein. Bár társadalmi helyzete alacsony, a lány nem veszíti el szimpátiáját, optimizmusát, és emellett szép is. Keresztanyja, Casilda kiskora óta vigyázott rá, erkölcsi értékeket és szerény nevelést adott neki. Amikor Casilda meghal, María egyedül marad, egyetlen támasza Honorio atya, aki otthont szerez neki: a milliomos Don Fernando házát. Beköltözése után Maríát megveti Victoria, Don Fernando felesége, és idősebbik fia, Luis Fernando. Az utóbbi egy felelőtlen fiatalember, aki mivel nem tud María felett uralkodni, úgy dönt, hogy szórakozásból udvarolni kezd neki, anélkül, hogy el tudná képzelni, milyen következményekkel jár a kapcsolat…

## Külső hivatkozások
- María Mercedes a PORT.hu-n (magyarul)
- María Mercedes az Internet Movie Database oldalon (angolul)
- María Mercedes – Alma Latina
- Marimar a PORT.hu-n (magyarul)
- Marimar az Internet Movie Database oldalon (angolul)
- Marimar – Alma Latina
- María la del barrio a PORT.hu-n (magyarul)
- María la del barrio az Internet Movie Database oldalon (angolul)
- María la del barrio – Alma Latina